# Elvis Stojko
Elvis Stojko, född 22 mars 1972 i Newmarket, är en kanadensisk före detta konståkare.
Stojko blev olympisk silvermedaljör i konståkning vid vinterspelen 1994 i Lillehammer och vid vinterspelen 1998 i Nagano.